# Campionati del mondo di BMX 2025
I Campionati del mondo di BMX 2025, venitnovesima edizione della competizione, si sono svolti a Copenaghen, in Danimarca, dal 2 al 3 agosto 2025.

## Medagliere
| Posiz. | Nazione       | Oro | Argento | Bronzo | Totale |
| ------ | ------------- | --- | ------- | ------ | ------ |
| 1      | Francia       | 3   | 1       | 2      | 6      |
| 2      | Paesi Bassi   | 1   | 1       | 2      | 4      |
| 3      | Gran Bretagna | 1   | 1       | 0      | 2      |
| 4      | Nuova Zelanda | 1   | 0       | 0      | 1      |
| 5      | Australia     | 0   | 3       | 0      | 3      |
| 6      | Canada        | 0   | 0       | 1      | 1      |
| 6      | Stati Uniti   | 0   | 0       | 1      | 1      |
| Totale | Totale        | 6   | 6       | 6      | 18     |

## Risultati
| Eventi        | Oro                          | Argento                          | Bronzo                    |
| Uomini        |                              |                                  |                           |
| Gara Elite    | Arhur Pilard Francia         | Izaac Kennedy Australia          | Eddy Clerté Francia       |
| Gara Under 23 | Alexis Pieczanowsky Francia  | Joshua Jolly Australia           | Jason Noordam Paesi Bassi |
| Gara Junior   | Evan Oliveira Francia        | Clement Rocherieux Francia       | Lucas Zhou Canada         |
| Donne         |                              |                                  |                           |
| Gara Elite    | Beth Shriever Gran Bretagna  | Saya Sakakibara Australia        | Judy Baauw Paesi Bassi    |
| Gara Under 23 | Michelle Wissing Paesi Bassi | Renske van Santvoort Paesi Bassi | Marie Favrel Francia      |
| Gara Junior   | Lily Greenough Nuova Zelanda | Elsa Rendall Todd Gran Bretagna  | Alexis Alden Stati Uniti  |